# Jardines del Hipódromo

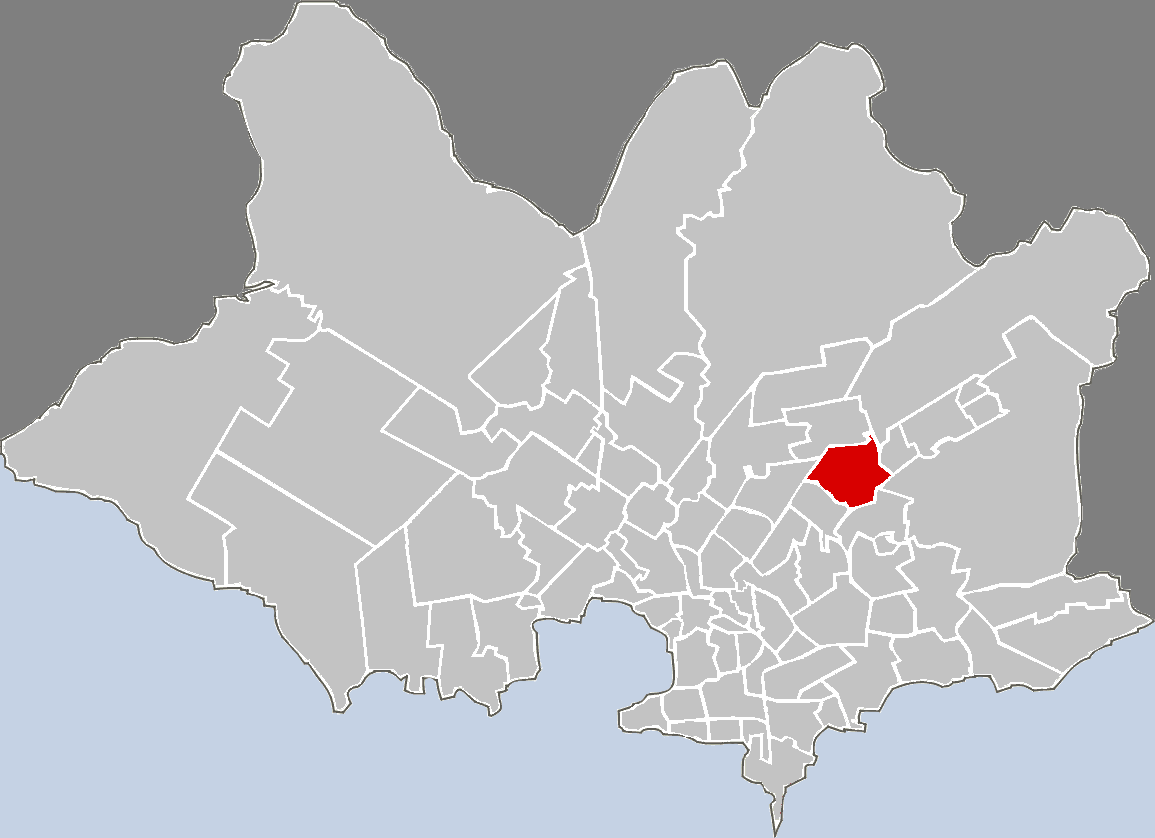
Lage von Jardines del Hipódromo in Montevideo

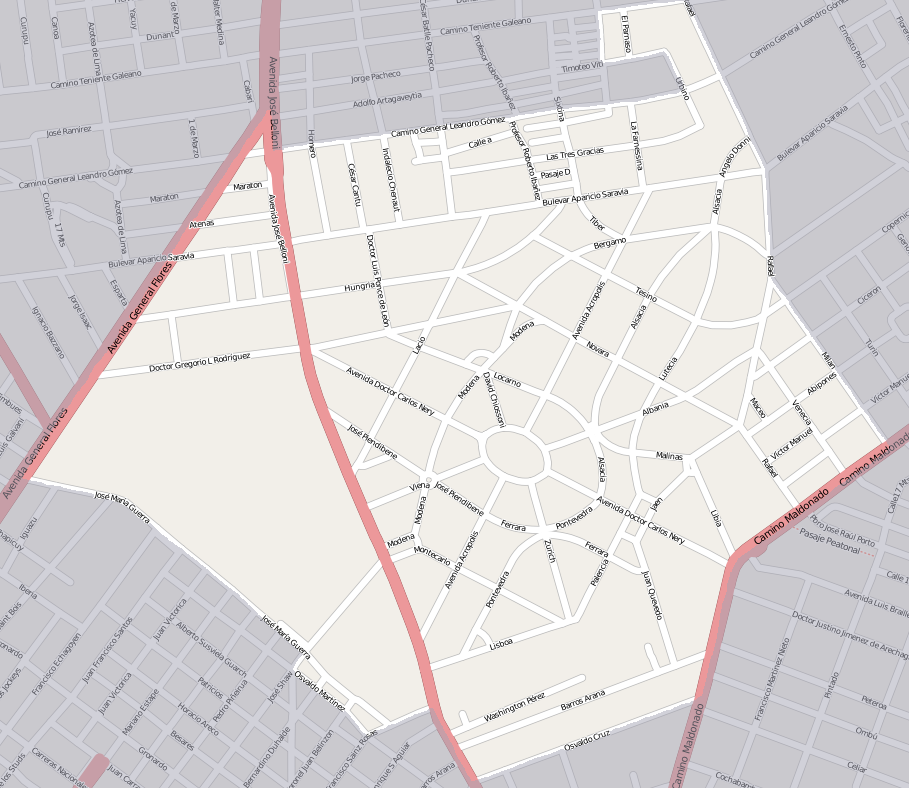
Plan von Jardines del Hipódromo

Jardines del Hipódromo ist ein Stadtviertel (Barrio) der uruguayischen Hauptstadt Montevideo.

## Lage
Es wird von den Stadtteilen Piedras Blancas (Norden), Villa García - Manga Rural (Norden), Punta de Rieles - Bella Italia (Osten), Bañados de Carrasco (Osten), Flor de Maroñas (Süden), Ituzaingó (Süden, Südwesten) und Las Acacias (Westen) umgeben. 
Die Grenzen des Stadtviertels bilden die Straßen Camino Gral L Gomez, Urbino und Viti im Norden, Rafael, Milan,
und Camino Maldonado im Osten, Osvaldo Cruz,  Avenida J Belloni, Sainz Rosas, Jose Maria Guerra und Jose Shaw im Süden bis Südwesten, während die Iguazu die nordwestliche Barrio-Begrenzung darstellt. Das Gebiet von Jardines del Hipódromo ist dem Municipio F zugeordnet.

## Infrastruktur
Im Barrio trägt der Fußballverein Danubio seine Heimspiele im dort 1957 abschließend errichteten Estadio Jardines del Hipódromo aus.